# 篤田治郎兵衛
篤田 治郎兵衛（とくだ じろうべえ、1853年〈嘉永6年〉 - 没年不明）は、日本の商人（皮革商）、皮革洋靴製造業、篤田商店店主、篤田製革場主、会社役員、政治家。

## 経歴
製革業を営む。1898年市部編入後に於ける区会創設以来、議員の職にあった。副議長として令望があったが、1913年に議長に挙げられた。
製革業組合取締を兼ね、各種博覧会、共進会等が開かれると自家の製品を出品し、且つ審査員に任ぜられた。西浜土地建物監査役、西浜倉庫取締役をつとめた。

## 人物
寺田勇吉の著書『部落の人豪』で、大阪市の部落の富豪として篤田治郎兵衛の名が挙げられている。衆議院議員南区選挙有権者である。住所は大阪市南区西浜南通3丁目（現・浪速西）。